# Don Stoker
Donald Stoker, più conosciuto con il diminutivo Don Stoker (Durham, 30 dicembre 1922 – Surrey, 1º dicembre 1985) è stato un allenatore di calcio e calciatore inglese, di ruolo difensore.

## Carriera

### Giocatore

#### Club
Tra il 1946 ed il 1950 ha giocato a livello semiprofessionistico con il Kingstonian, mentre dal 1950 al 1959 ha militato nel Sutton Utd, club del quale nella parte finale della stagione 1958-1959 è stato anche allenatore.

#### Nazionale
Ha partecipato ai Giochi Olimpici del 1956, nei quali ha giocato 2 partite.

### Allenatore
Dal 1959 al 1967 ha allenato il Walton & Hersham, con cui tra il 1960 ed il 1962 ha anche vinto due edizioni consecutive della Surrey Senior Cup.

## Palmarès

### Giocatore

#### Competizioni nazionali
- Athenian League: 1

Sutton United: 1957-1958

### Allenatore

#### Competizioni regionali
- Surrey Senior Cup: 2

Walton & Hersham: 1960-1961, 1961-1962